# Pier Giuseppe Giustiniani

Stemma Giustiniani

Pier Giuseppe Giustiniani (Genova, ... – Genova, 1651) è stato un poeta italiano.

## Biografia
Figlio di Gio. Francesco, il Giustiniani apparteneva ad una nobile famiglia genovese.
Fu un poeta di lingua genovese e soprattutto di lingua italiana.
Apparteneva all'Accademia degli Addormentati, ove era conosciuto con il nome d'arte di Mirteo Ligurino. Utilizzò anche altri due pseudonimi: Vegettio Agripino Pisfeni ed Intirizzato Accademico Adormentato.
Il Giustiniani si prodigò nella protezione dell'amico Gian Giacomo Cavalli, usando la sua influenza politica ed economica per tutelarlo nelle sue intricate vicende personali. Il Cavalli inserì un suo componimento nell'opera Cittara zeneise.
Fu altrettanto legato a Gabriello Chiabrera, di cui fu pupillo, e che cercò di far ascrivere alla nobiltà genovese.
Fu anche in contatto con Angelico Aprosio.
Morto nel 1651, venne seppellito nella Chiesa di San Teodoro in Genova.

## Opere
- Canzoniere, 1620
- Ode toscane dell'Intirizzato Accademico Adormentato, 1628
- Asienide
- La Giuditta
- Rime varie
- Le Prose alla moda